# Hieronim Praški
Hieronim Praški (češko:  Jeroným Pražský), 1379 - 30. maj 1416) je bil češki cerkveni reformator in eden glavnih privržencev Jana Husa, ki je bil na koncilu v Konstanci obsojen herezije in usmrčen z zažigom na grmadi.

## Zgodnje življenje
Hieronim je bil rojen v Bohemiji (današnja Češka republika) leta 1379 in diplomiral na Univerzi v Pragi leta 1398. Kasneje je študiral na Oxfordski univerzi, kjer se je najprej seznanili z reformističnim naukom Johna Wycliffa.
Bil je filozof, teolog, univerzitetni profesor in cerkveni reformator, ki je svoje življenje posvetil pravemu cerkvenemu nauku in proučevanju dogem, nakar je ugotovil, da je Cerkev v marsičem izkrivljena v svojemu nauku.
Njegove radikalne ideje so ga sčasoma privedle do obsodbe, da je heretik, vendar ga protestantska reformacija in privrženci Jana Husa (znani kot husiti), priznavajo za svetega in za mučenca. Bil je izobražen in večino svojega življenja je preživel na različnih potovanjih po Evropi, kjer se je trudil okrepiti novo versko reformo. Zaradi njegove uspešnosti in vse večje priljubljenosti med prebivalstvom, je za nasprotnike postal trn v peti in so ga čim prej želeli razglasiti za heretika in s tem obsoditi na smrt.

## Izobraževanje
Hieronim je veliko časa porabil za poučevanje na univerzah v Parizu, Kölnu in Heidelbergu, vendar pa je bil na vseh teh univerzah obtožen herezije in prisiljen, da se vrne na Češko.
Velik del svojega življenja, ko je potoval med različnimi univerzami, je tudi preživel z nenehnim vračanjem na domačo Češko, kjer je bil še najbolj varen pred različnimi napadi in obsodbami. Prislužil si je velik ugled, saj sta tako njegova retorika kot tudi oratorijske spretnosti postale priznane in v javnosti pogosto iskane kot pomoč pri demonstracijah proti Cerkvi, čeprav so se včasih slabo končale.
Že precej iskan, je leta 1399 dobil dovoljenje za ponovno potovanje. Leta 1401 se je vrnil v Prago, vendar je že leto pozneje obiskal Anglijo, kjer je na Oxfordski univerzi poučeval iz del Dialogus in Trialogus avtorja Johna Wycliffa in s tem razkril svoj  pravi interes lollardov. Postal je goreč in glasen zagovornik realizma in kmalu zatem še wyclifizma; sledile so nove obtožbe, ki so ga ves čas spravljale v težave. Leta 1403 je odšel v Jeruzalem in leta 1405 ga najdemo v Parizu. Tam je magistriral, vendar ga Jean Gerson ne potrdi. Leta 1406 poskuša v enaki meri poučevati na univerzi v Kölnu, in malo kasneje na univerzi v Heidelbergu.
Ni bil več varen niti v Pragi, kamor se je vrnil in kjer je leta 1407 zavzel svoje nespremenjeno stališče v pogledu na Cerkev. V tem letu se je vrnil v Oxford, vendar je bil znova prisiljen pobegniti. Med 1408 in 1409 je bil stalno v Pragi in tam so njegova predavanja in njegovo stališče med češkimi izobraženci vzbudila novo nasprotovanje. V začetku januarja 1410, je pripravil nov govor v prid filozofskemu stališču wyclifovcem – in to je bila zanj smrtna obsodba, ki je sledila čez štiri leta s koncilom v Konstanci. V marcu 1410 je papež Gregor XII. izdal bulo, s katero prepoveduje kakršnokoli širjenje Wycliffovega nauka. Na podlagi obtožb, ki so še vedno prihajale, je bil Hieronim ujet in zaprt na Dunaju, vendar mu je uspelo pobegniti na Moravsko. Zaradi tega dejanja ga je krakovski škof izobčil. Vrnil se je v Prago, kjer se je v javnosti pojavil kot vnet zagovornik Jana Husa. Legenda pripisuje Hieronimu javni protest, v katerem je papeško bulo obesil okoli vratu neke prostitutke, ki so jo nato v vozičku odpeljali in zvezali na pranger, kjer je bila javno zažgana. Vendar je dejanski vodja tega protesta bil Wok iz Waldsteina.

## Nadaljnje življenje in njegov nauk
Hieronim je večinoma poučeval in širil radikalne ideje, ki se nanašajo na katoliški nauk. In sicer, da je Božji nauk neposredno dostopen vsem kristjanom brez vmesnega posredovanja ter razlaganja Cerkve ali njenih uradov. Učil je, da moramo poslušati in izvrševati neposreden nauk Jezusa, tudi če bi zato bili ljudje v nasprotju s tistimi nauki, ki jih uči katoliška Cerkev. V veliki meri je sledil ideologijam obeh cerkvenih reformatorjev Johna Wycliffa in Jana Husa.
Ker so bili njegovi nauki v nasprotju s tistimi iz Rimskokatoliške cerkve, je bil ves čas na begu pred oblastmi. Hus je bil njegov mentor, pa čeprav je bil le-ta za Cerkev veliko manj moteča osebnost.
Hieronim je s svojim delovanjem povzročil precej javnih demonstracij v Parizu, na Dunaju, v Pragi, in povsod vmes po Evropi. Večina od teh demonstracijah je potekala v mestih z univerzami, kjer je Hieronim poučeval. Prav poučevanje na univerzah mu je dalo možnost, da je dosegel širše množice poslušalcev. V Krakovu je bil javno zaslišan zastran njegovih pisnih izdelkov, ki so bili sestavljeni iz Wycliffovih spisov in v katerih je sam še dodatno podkrepil svoj nauk. Na vse obtožbe je izjavil samo, da jih zavrača, v njihov splošni blagor.

## Smrt
Ko je Jan Hus 11. oktobra 1414 odšel na koncil v Konstanco, mu je Hieronim zagotovil, da pride za njim in mu bo stal ob strani, ko bi potreboval se zagovarjati. In to kljub temu, da mu je Hus branil priti na koncil. Že Hus sam je bil prevaran: cerkveni dostojanstveniki so mu s pismom zagotovili popolno varen prehod čez vsa ozemlja do kraja koncila in tudi na koncilu samem, ko pa je prišel v Konstanco, je bil aretiran in zaprt.
Hieronim je držal dano obljubo prijatelju, čeprav so mu vsi prigovarjali naj ne odhaja na pot. In tako je prišel 4. aprila 1415 v kraje ob Bodenskem jezeru. Predvidljivo, s svojim prihodom v mesto je ustvaril ponovno veliko razburjenje med ljudstvom.
Ko je, za razliko od Husa brez uradno zagotovljene varnosti med potjo, prišel na koncil, so ga prijatelji na vsak način poskušali prepričati, naj se vrne na Češko. Toda na poti nazaj je bil 20. aprila v Hirschau-u aretiran in odpeljan v Sulzbach, kjer je bil zaprt in nato 23. maja vrnjen na Bodensko.
Na koncilu je bil takoj obsojen, kar je med prebivalstvom izzvalo veliko odobravanje.
Njegova obsodba je bila že vnaprej določena kot posledica njegovega splošnega sprejetja Wycliffovega stališča in njegovega javnega občudovanja Jana Hus. Zato ni mogel imel poštenega sojenja oz. zagovarjanja preb obtožbami. Pogoji v zaporu so bili tako težki, da je resno zbolel in zato je bilo odpovedano javno sojenje, ki naj bi potekalo 11. in 23. septembra 1415. Sojenje je nato potekalo v mestni katedrali. Koncilski očetje so mu polagali besede v usta, z namenom, da se odpove tako Wycliffovemu kot Husovemu nauku. Prav tako so mu tudi v roke polagali besede, naj napiše pismo češkemu kralju in univerzi v Pragi, kjer naj bi bilo ugotovljeno, da je povsem prostovoljno zagovarjal svoje mnenje o nauku do Cerkve, v katerem sporoča, da je postal prepričan, da je bil Hus upravičeno usmrčen zaradi herezije. (Hus je bil zažgan na grmadi, medtem ko je bil Hieronim v ujetništvu.) Vendar ga je koncil pridržal v zaporu, ker je dvomil v njegovo iskrenost napisanega in je želel pridobiti bolj trdne dokaze.
23. in 26. maja 1416 sta bili na koncilu še zadnji zasedanji glede sodbe proti Hieronimu. Na drugem sojenju je umaknil vse svoje zagovore ter bil obsojen na sežig na grmadi, kar se je izvršilo 30. maja. Krvnik, ki je prižgal grmado, je po običaju prižgal ogenj za žrtvinim hrbtom, vendar mu je Hieronim odgovoril, naj prižge pred njegovim obličjem: Ne, zažgi pred menoj! Če bi se bal, ne bi zdaj bil tu! Na ta način je Hieronim uradno postal prvi mučenec zaradi husitskega nauka.